# كاترينا مكلاين جنسن
كاترينا مكلاين جنسن (بالإنجليزية: Katrina McClain Johnson) (و. 1965  م) هي لاعبة كرة سلة أمريكية، ولدت في تشارلستون، كارولاينا الجنوبية، شاركت في الألعاب الأولمبية الصيفية 1996، وكأس العالم لكرة السلة للنساء 1994، ودورة الألعاب الأمريكية 1987، ودورة الألعاب الأمريكية 1991، وكأس العالم لكرة السلة للنساء 1990، والألعاب الأولمبية الصيفية 1988، وكأس العالم لكرة السلة للنساء 1986، والألعاب الأولمبية الصيفية 1992، والألعاب الجامعية الصيفية 1985، مركز لعبها هو لاعبة هجوم قوية الجسم.

## جوائز
حصلت على جوائز منها:
- Southeastern Conference Women's Basketball Player of the Year [الإنجليزية]‏
- قاعة مشاهير كرة السلة للسيدات  [لغات أخرى]‏.

## روابط خارجية
- كاترينا مكلاين جنسن على موقع الاتحاد الدولي لكرة السلة (الإنجليزية)
- كاترينا مكلاين جنسن على موقع كلية كرة السلة في سبورتس رفرنس.كوم (الإنجليزية)
- كاترينا مكلاين جنسن على موقع بروبوليرز (الإنجليزية)
- كاترينا مكلاين جنسن على موقع قاعة مشاهير كرة السلة للسيدات (الإنجليزية)
- كاترينا مكلاين جنسن على موقع سبورتس رفرنس (الإنجليزية)
- كاترينا مكلاين جنسن على موقع اللجنة الأولمبية الدولية (الإنجليزية)
- كاترينا مكلاين جنسن على موقع أوليمبيديا (الإنجليزية)
- كاترينا مكلاين جنسن على موقع قاعة جورجيا للمشاهير الرياضية (مؤرشف) (الإنجليزية)